# 乾德牟尼庙
乾德牟尼庙位于中国内蒙古自治区兴安盟扎赉特旗巴达尔胡苏木呼和格勒屯王府所在地以西4公里处，是一座藏传佛教格鲁派寺院。

## 简介
该庙建于清朝乾隆五十一年（1786年），为札萨克玛什巴图王府家庙。该庙坐落於乾德牟尼山的山腰上，南为绰尔河，门前及东、西两侧有自然林。庙宇为青砖建造。庙内设旃丹召、崇福寺、甘珠尔经殿、凶煞神殿、舍利殿、法轮殿。其中，旃丹召是汉式建筑风格，其余五座大殿均为藏式建筑风格。寺庙总建筑面积为1000多平方米。
1966年8月，在文化大革命中，该庙被拆毁。1984年，在原址重建了80平方米的寺庙。